# 和寒インターチェンジ
和寒インターチェンジ（わっさむインターチェンジ）は、北海道上川郡和寒町字三笠にある道央自動車道のインターチェンジ。

## 歴史
- 2000年（平成12年）10月4日：旭川鷹栖IC - 和寒IC間開通に伴い、供用開始[1][2]。
- 2003年（平成15年）10月4日：和寒IC - 士別剣淵IC間が開通[2]。
- 2018年（平成30年）12月 : IC番号を「12」から「47」に変更[注 1]。

## 周辺
- 三笠山自然公園
- 和寒町役場
- 塩狩駅・和寒駅（JR北海道・宗谷本線）
- 和寒町郷土資料館
- 和寒東山スキー場
- 塩狩峠記念館（小説『塩狩峠』）
- 塩狩ヒュッテユースホステル

## 接続する道路
- 直接接続
  - 国道40号

## 料金所
- ブース数：3

### 入口
- ブース数：1
  - ETC・一般：1

### 出口
- ブース数：2
  - ETC専用：1
  - 一般：1

## 隣
E5 道央自動車道
(45) 旭川北IC - 比布大雪PA - (46) 比布JCT - (47) 和寒IC - (48) 士別剣淵IC